# Socialvetenskapliga forskningsrådet
Socialvetenskapliga forskningsrådet, myndighet i Sverige som inrättades 1990 med uppgiften att stödja grundforskning inom socialvetenskap och socialpolitik. Myndigheten uppgick den 1 januari 2001 i Forskningsrådet för arbetsliv och socialvetenskap (FAS).